# لنه (اشمالنربگ)
لنه (به آلمانی: Lenne) یک منطقهٔ مسکونی در آلمان است که در اشمالنبرگ واقع شده‌است. لنه ۳۴۹ نفر جمعیت دارد.